# Baba-aha-iddina
Baba-aha-iddina   (segle IX aC - segle IX aC) o Bāba-aḫa-iddina va ser rei de Babilònia cap a l'any 813 aC segons diu la Llista dels reis de Babilònia. Formava part de la Dinastia E, una barreja de dinasties. Va succeir breument a Marduk-balassu-iqbi, a qui els assiris havien deposat.
El rei d'Assíria Xamxi-Adad V havia fet diverses incursions als territoris de babilònia, conquerint ciutats i territoris fins que va fer presoner a Marduk-balassu-iqbi i el va portar presoner a Nínive. Va considerar tant important aquella victòria que la va considerar digna d'escriure "una carta a déu". Però no va ser suficient per sotmetre al nou rei de Babilònia, Baba-aha-iddina, i va organitzar una altra expedició i va conquerir Me-Tunat, Dur-Papsukkal, Ganate, Bit-reduti i Lakhiru, cap a la zona del Zab Inferior, fins que va aconseguir agafar presoner al rei de Babilònia. Xamxi-Adad V va agrair el favor dels déus visitant els santuaris de Kutha, Babilònia i Borsippa, i va recollir els tributs del territori. Va fixar una nova frontera entre Assíria i Babilònia i va confirmar el seu domini sobre les tribus nòmades de la regió.
Segons la Llista, Baba-aha-iddina va governar fins a l'any 811 aC i va començar el que s'ha anomenat Interregne. Quan Baba-aha-iddina va ser destronat i exiliat per Xamxi-Adad V Babilònia va entrar en un període que les cròniques expliquen dient que "no hi havia cap rei a la terra". Va tenir una durada indefinida, d'almenys 10 anys. Els assiris no van reclamar mai el títol de "Reis de Babilònia", encara que Xamxi-Adad s'anomenava "rei de Sumer i Akkad".